# Wohnbauanlagen Sparer-Dank Kulenkampffallee

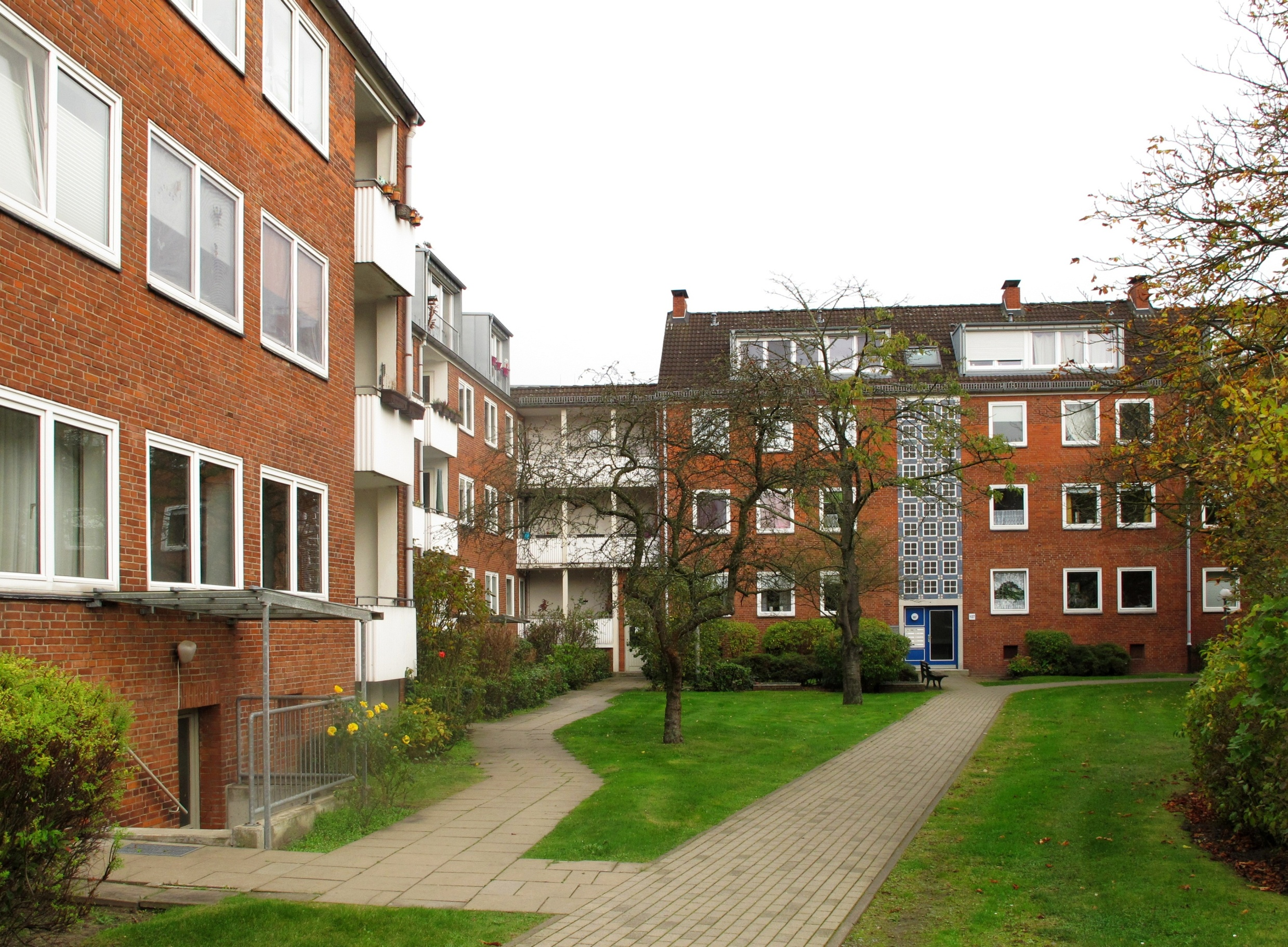
Anlage 1: Mittlerer Wohnhof

Die Wohnbauanlagen Sparer-Dank Kulenkampffallee in Bremen - Schwachhausen, Ortsteil Neu-Schwachhausen, Koenenkampstraße 1/ Kulenkampffallee/ Crüsemannallee, gehören zu den bedeutenden Bremer Bauwerken.

## Geschichte
Die zwei Wohnbauanlagen Sparer-Dank wurde von 1961 bis 1966 nach Plänen der Architekten Gerhard Müller-Menckens, Friedrich Heuer und Gunter Müller  (alle Bremen) für die Bremer Schoß, Stiftung Bremer Sparer-Dank gebaut. Die 430 Wohnungen einer Stiftung der Sparkasse Bremen von 1955 werden von der Brebau verwaltet. Die Häuser sind mit Rotsteinen verblendet und haben alle ein Satteldach.
Anlage 1: Östlich von der Einmündung der Crüsemannallee wurden dreigeschossige Wohnhäuser für ältere und bedürftige Menschen um drei Wohnhöfe mit Hausgärten gruppiert. (Anlage 1) 
Anlage 2: Westlich, am Ende der Kulenkampffallee, stehen an drei platzartig erweiterten Stichstraßen die zweigeschossigen Reihenhäuser in der Tradition des Bremer Hauses. So sind im Grundriss die Treppen seitlich angeordnet und Wohn- und Esszimmer wurden hintereinander angeordnet. Die Wohnzimmer erhielten Erker zur Straße, die Esszimmer Loggien zum Garten. (Anlage 2)
Der architekturführer bremen schreibt dazu: „Beide Bauanlagen zeugen von der Kontinuität des Traditionalismus in der bremischen Architektur. Beide benutzen als Außenverkleidung ‚niederdeutsche Rotsteine‘.“

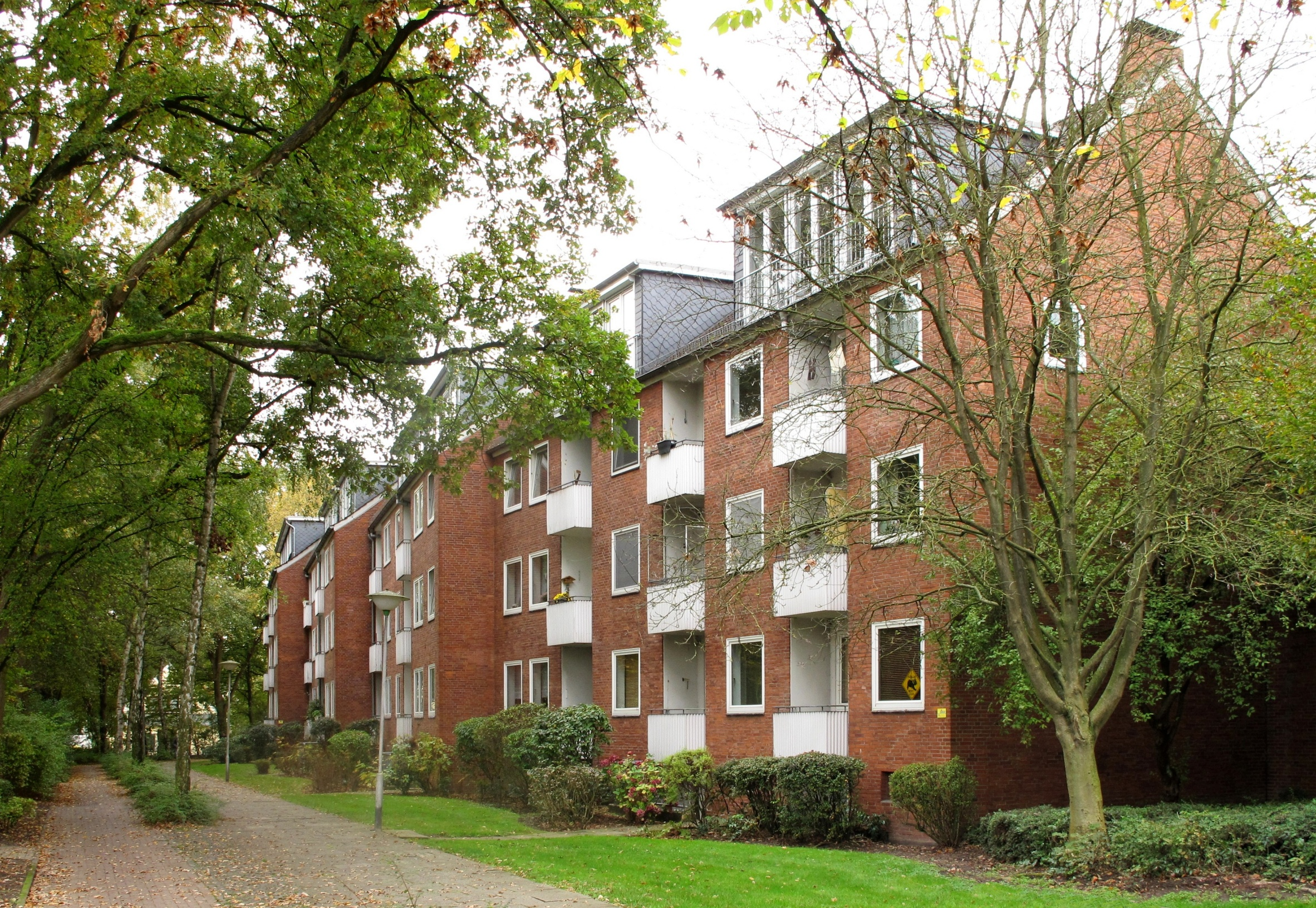
Anlage 1: Östlicher Abschluss der Anlage
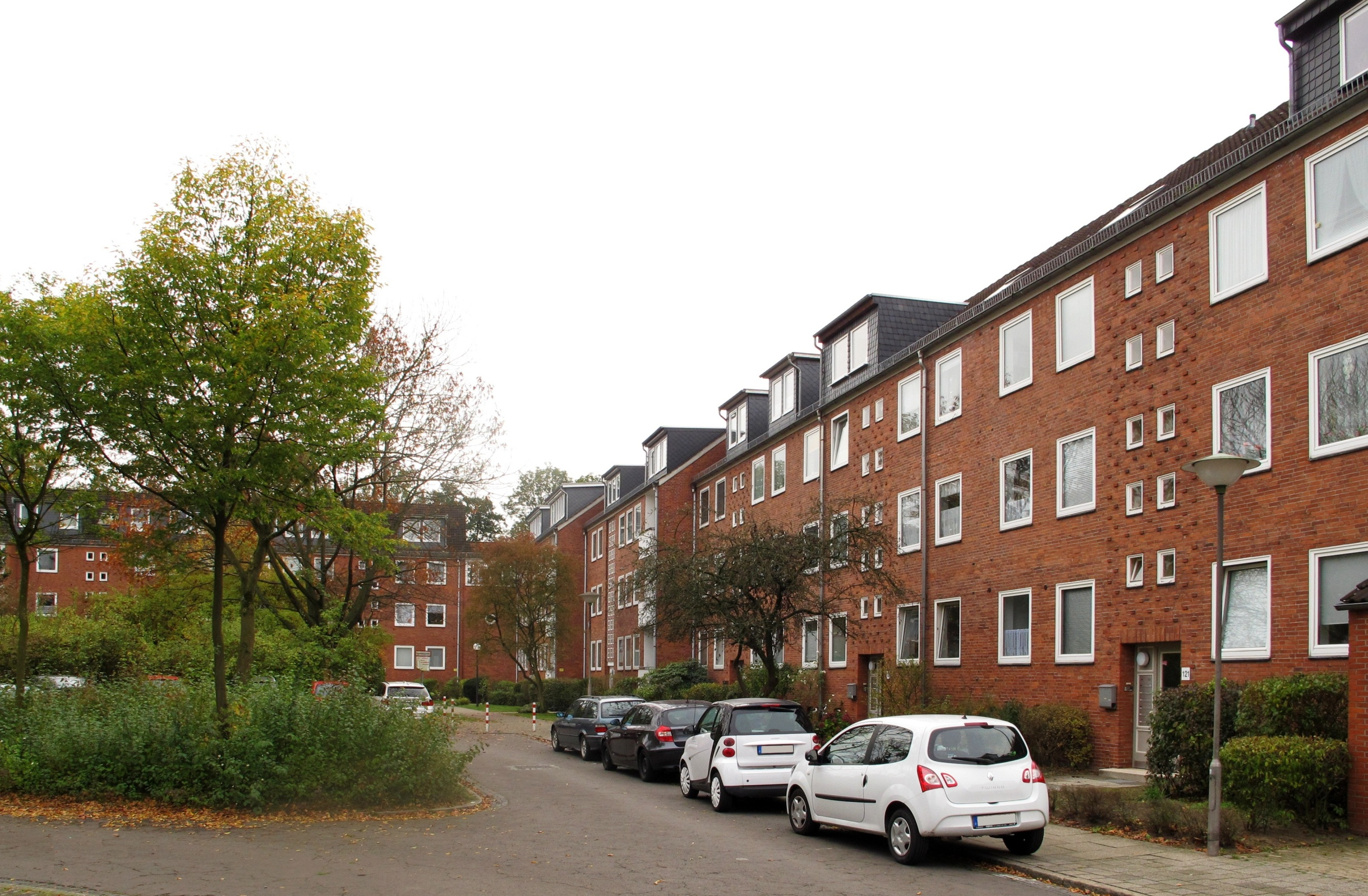
Anlage 1: Blick von Kulenkampffallee in den östlichen Wohnhof
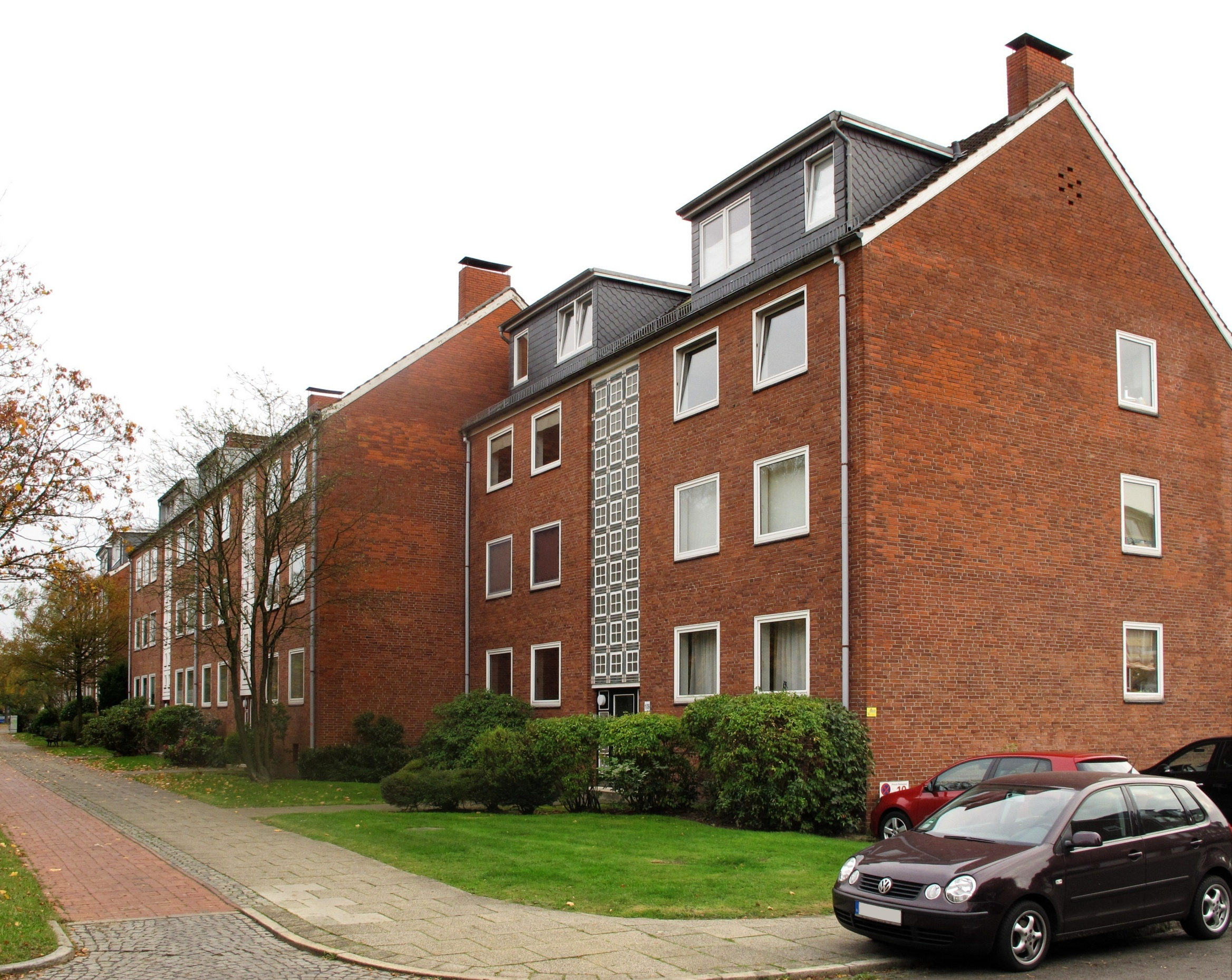
Anlage 1: Blick entlang Kulenkampffallee
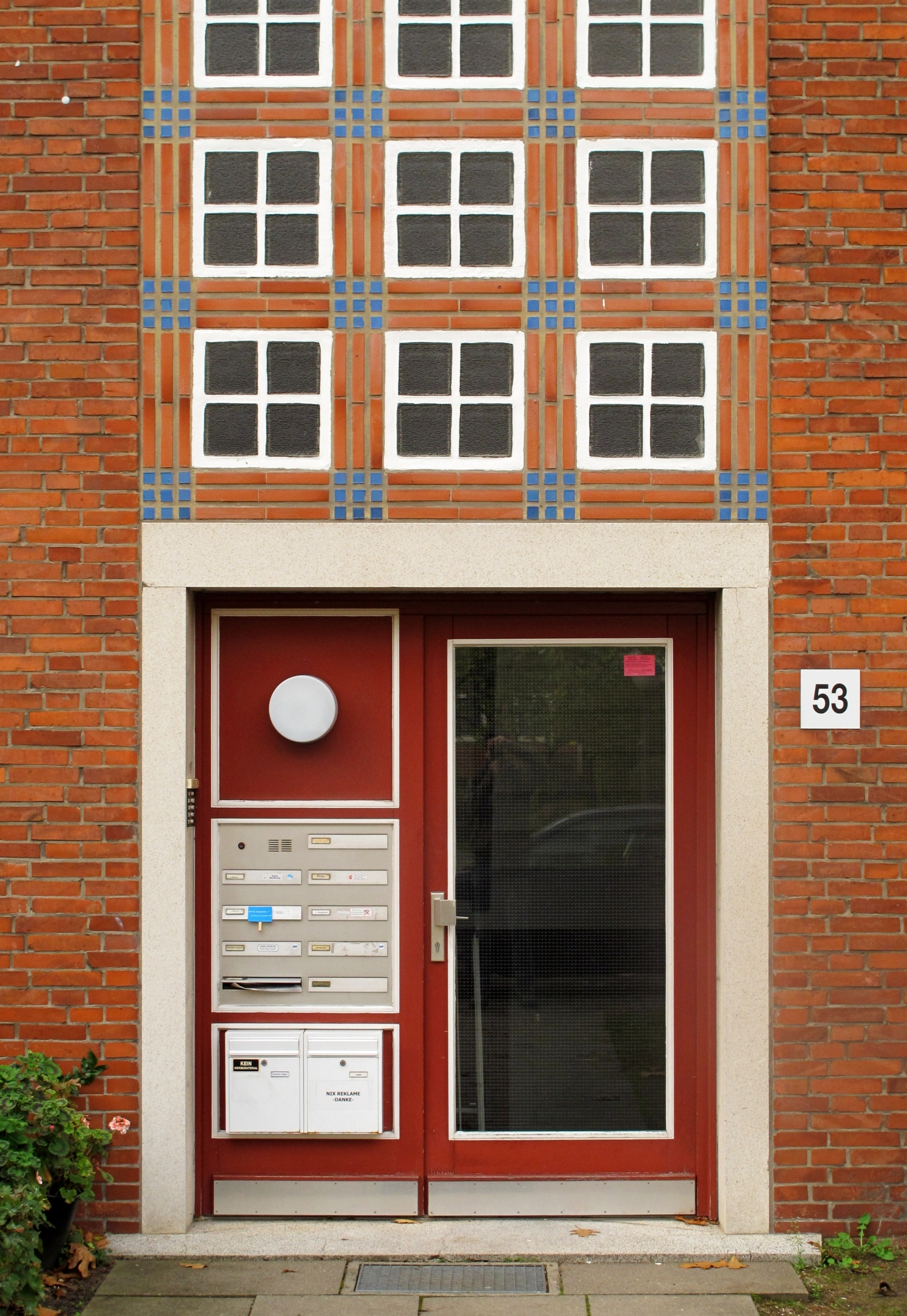
Anlage 1: typischer Hauseingang
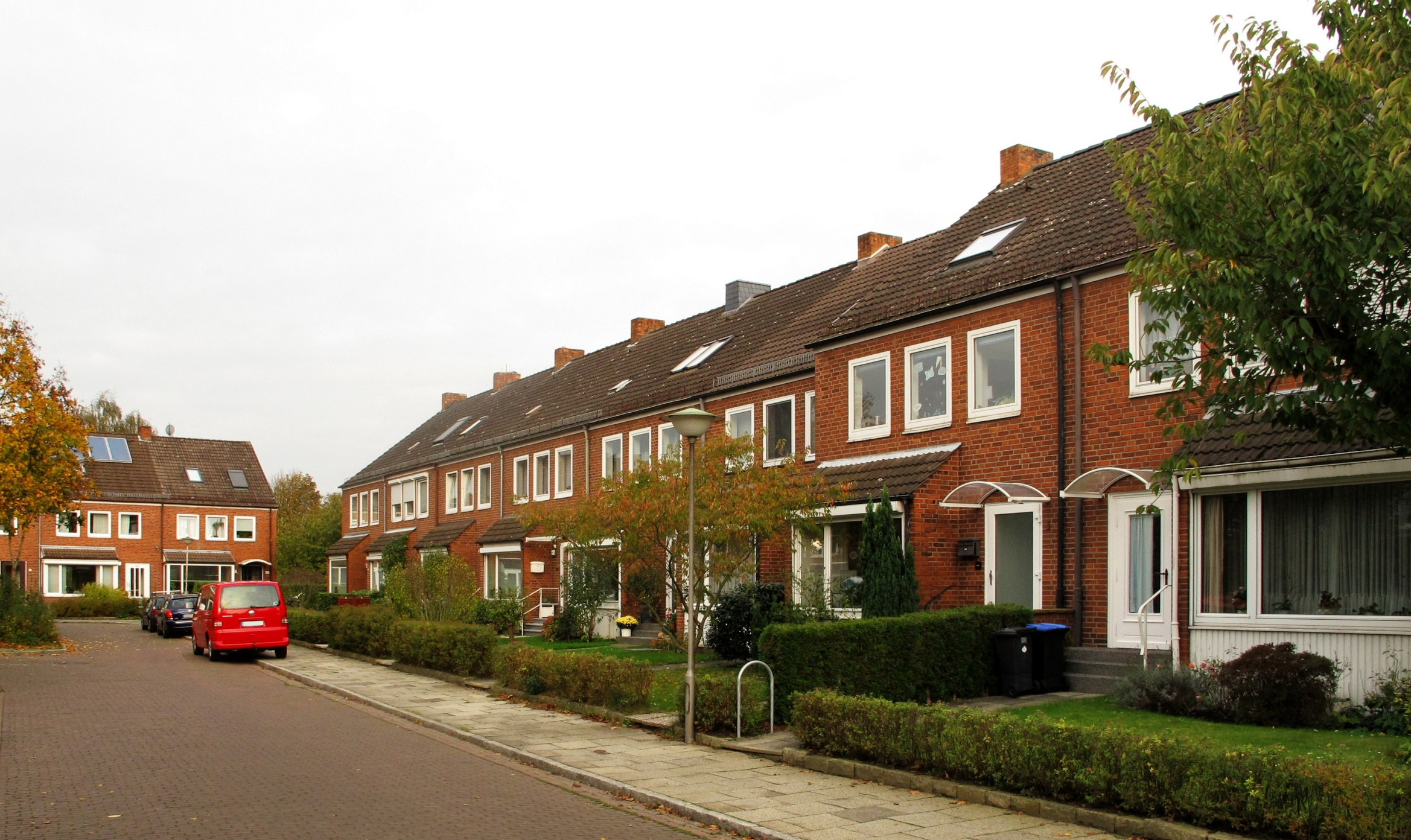
Anlage 2: Blick von der Kulenkampffallee in die westliche Koenenkampstraße
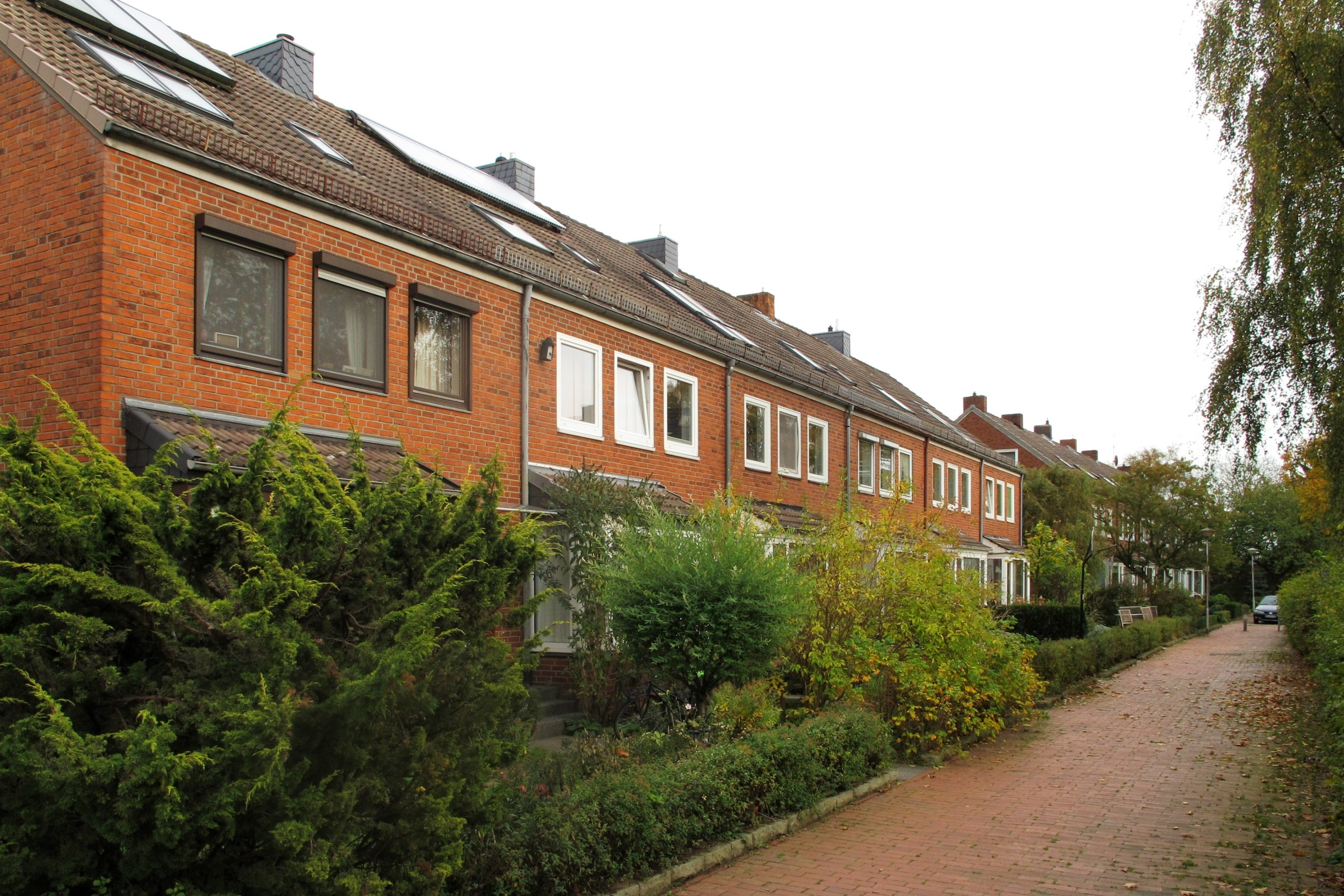
Anlage 2: Blick entlang der Querspange (Fußgängerweg) im Norden der Koenenkampstraße